# Bärenbach (Hunsrück)

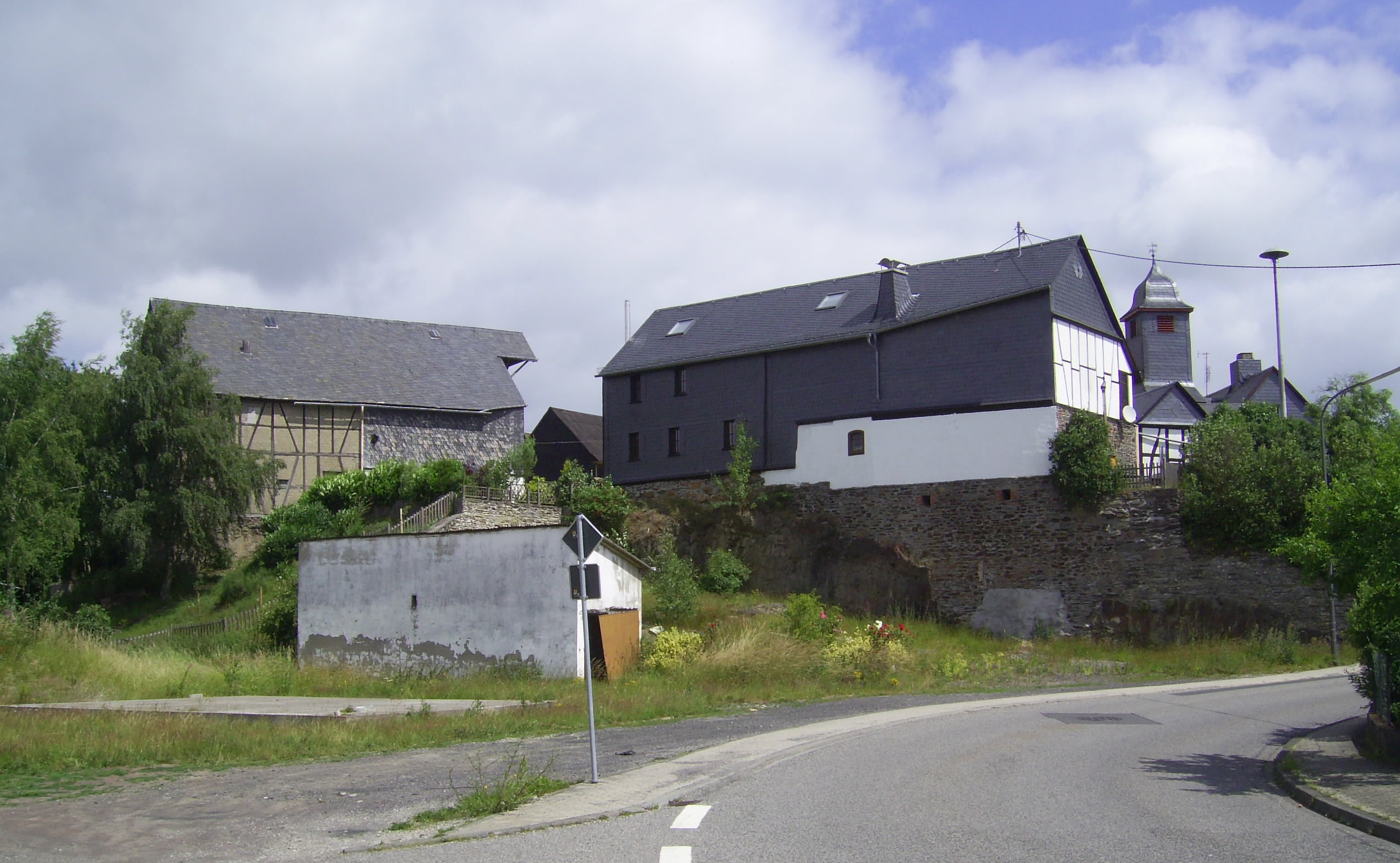
Ältere Gebäude im Dorfmittelpunkt

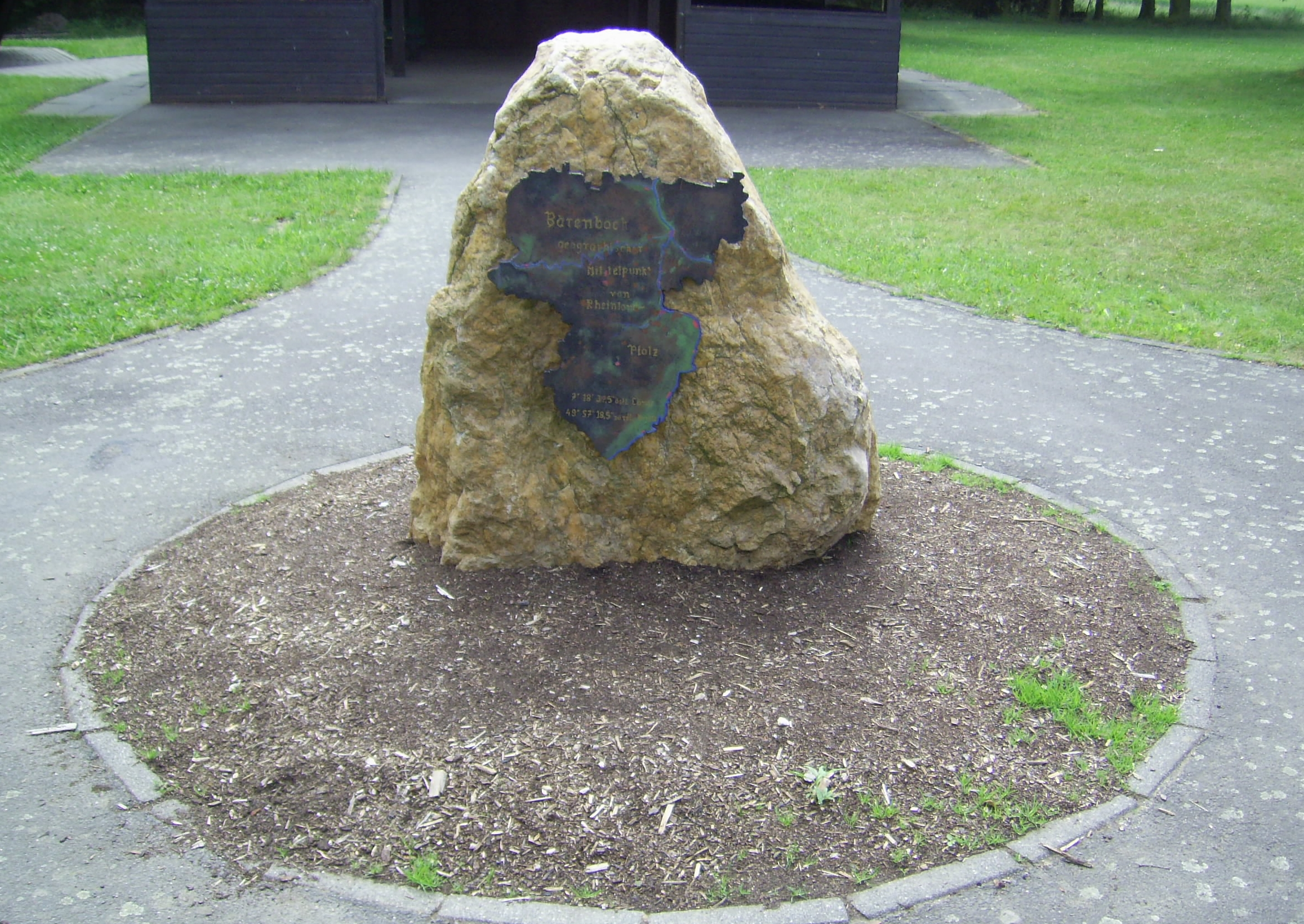
Gedenkstein beim geographischen Mittelpunkt von Rheinland-Pfalz

Bärenbach ist eine Ortsgemeinde im Rhein-Hunsrück-Kreis in Rheinland-Pfalz. Sie gehört der Verbandsgemeinde Kirchberg (Hunsrück) an.

## Geographie
Der geographische Mittelpunkt von Rheinland-Pfalz befindet sich in Bärenbach.

## Geschichte
Die erste urkundliche Erwähnung von Bärenbach stammt aus dem Jahr 1103. In den Jahren 1234 bis 1437 war der Ort im Besitz der Grafen von Sponheim. In den folgenden Jahrhunderten wechselte der Besitz mehrfach zwischen den Markgrafen zu Baden, den Pfalzgrafen bei Rhein und den Grafen von Veldenz.
Mit der Besetzung des Linken Rheinufers 1794 durch französische Revolutionstruppen wurde der Ort französisch, von 1798 bis 1814 gehörte er zum Kanton Kirchberg, der dem Rhein-Mosel-Departement zugeordnet war. Auf dem Wiener Kongress (1815) wurde die Region dem Königreich Preußen zugesprochen. Unter der preußischen Verwaltung unterstand Bärenbach von 1816 an der Bürgermeisterei Sohren im Kreis Zell und gehörte von 1822 bis zum Ende des Zweiten Weltkriegs zur Rheinprovinz. Seit 1946 ist der Ort Teil des damals neu gebildeten Landes Rheinland-Pfalz und gehört seit 1970 der Verbandsgemeinde Kirchberg an.
Statistik zur Einwohnerentwicklung
Die Entwicklung der Einwohnerzahl der Gemeinde Bärenbach, die Werte von 1871 bis 1987 beruhen auf Volkszählungen:
| Jahr | Einwohner |
| 1815 | 295       |
| 1835 | 371       |
| 1871 | 346       |
| 1905 | 269       |
| 1939 | 258       |
| 1950 | 319       |

| Jahr | Einwohner |
| 1961 | 395       |
| 1970 | 386       |
| 1987 | 349       |
| 2005 | 474       |
| 2022 | 468       |

## Politik

### Bürgermeister
Ortsbürgermeister von Bärenbach ist Thomas Müller. Bei der Kommunalwahl am 26. Mai 2019 wurde er in seinem Amt bestätigt. Zur Direktwahl am 9. Juni 2024 gab es keine Bewerbungen. Daher erfolgte diese durch den Rat.

### Wappen
| Wappen von Bärenbach | Blasonierung: „Geteilt von einer schräglinken blauen Wellenleiste. Oben in Silber ein steigender, linksgewendeter, rotbewehrter und rotgezungter schwarzer Bär. Unten geschacht von Gold und Blau.“                                  |
| Wappen von Bärenbach | Wappenbegründung: Der Bär und die Wellenleiste, die den Bärenbach symbolisiert, weisen als Redendes Wappen auf den Ortsnamen hin. Der geschachte Schildteil verweist auf die frühere Zugehörigkeit zur Vorderen Grafschaft Sponheim. |